# Тръбенка
Тръбенката (Craterellus cornucopioides) е вид ядлива базидиева гъба от семейство Cantharellaceae.

## Описание
Гъбата няма ясно оформени шапка и пънче, а плодно тяло с фуниевидна форма и централна кухина по цялата дължина. На цвят е сивкав, сивкаво-бежов, кафеникав, сиво-черен до почти черен, като по горната повърхност на фунията обикновено се намират фини люспици. По външната страна на плодното тяло се намира спороносна повърхност, която е гладка или леко неравна. Месото на гъбата е тънко, крехко, сиво до черно на цвят, с приятен аромат. Гъбата е годна за консумация както прясна, така и сушена или консервирана. Подходяща е за супи или като добавка към различни ястия.

## Местообитание
Гъбата се среща през юли – октомври на групи в широколистни и смесени гори, често сред мъхова покривка. Развива се в микориза с различни широколистни.